# فرانسوا جوزيف بول دي جراس
فرانسوا جوزيف بول دي جراس (بالفرنسية: François Joseph Paul de Grasse)‏‏ (13 سبتمبر 1722 في لي بار سور لوب - 11 يناير 1788 في باريس) عسكري من فرنسا.

## روابط خارجية
- فرانسوا جوزيف باول دي غراسي على موقع الموسوعة البريطانية (الإنجليزية)